# Джафаров, Расул Агахасан оглы
Расул Джафаров (азерб. Rəsul Ağahəsən oğlu Cəfərov; род. 17 августа 1984, Баку) — юрист и видный правозащитник в Азербайджане.
В апреле 2015 года его приговорили к шести с половиной годам лишения свободы. Amnesty International признала его узником совести.  Он получил помилование в марте 2016 года.

## Образование
Джафаров по образованию юрист, имеет степень бакалавра и магистра международного и европейского права. 

## Деятельность
Джафаров работал репортером в Институте свободы и безопасности репортеров (ИСБР), где он расследовал (как репортер) многочисленные уголовные дела против журналистов, готовил репортажи о делах, а также следил за судебными процессами и юридической перепиской.  
Он также является основателем и председателем Клуба прав человека (КПЧ), неформальной группы, которой азербайджанский суд отказал в юридической регистрации с момента создания группы в 2010 году  . В рамках СПЧ Джафаров в 2012 году координировал кампанию «Пой во имя демократии».  Воспользовавшись случаем проведения в Азербайджане конкурса песни «Евровидение», кампания требовала соблюдения прав граждан и выражала озабоченность по поводу жестокого обращения с журналистами, в частности, указывая на то, что  два журналиста, критиковавшие власти Азербайджана, были убиты.  Кампания «Пой во имя демократии» получила широкое международное освещение.   В декабре 2012 года «Пой во имя демократии» был расширен и переименован в «Искусство во имя демократии», которым продолжает руководить Расул Джафаров. 
Также в 2012 году он организовал «Expression Online Initiative», который совпал с Форумом по управлению Интернетом, который проходил в Баку. «Кампания продолжает расширять свободы Интернета, защищая онлайн-активистов, оптимизируя и инициируя новое законодательство о свободе Интернета, а также участвуя в практических решениях по защите прав в Интернете». 
Джафаров принимал участие в ряде других мероприятий по просвещению граждан Азербайджана об их правах, обеспечению законного представительства политических заключенных и освещению нарушений прав человека. 
Он также был активным участником Форума гражданского общества Восточного партнерства. 
В июне 2014 года Расул Джафаров был включен в проект «Наталья»  - система сигнализации и позиционирования правозащитников из группы риска.  
В 2014 году, вместе с Лейлой Юнус Расул Джафаров возглавил рабочую группу, которая работала над списком политзаключенных в Азербайджане. В начале августа 2014 года они были арестованы, и их же имена оказались последними в списке который был опубликован Норвежским Хельсинкским комитетом в результате их работы. 

## Политическое преследование
2 августа 2014 года Джафаров был заключен в тюрьму  по обвинениям, которые многие считают сфабрикованными.  
Во время задержания Расулу Джафарову исполнилось 30 лет.  По случаю его 30-летия его друзья и сторонники организовали акцию «Книги для Расула - день рождения в тюрьме».   
Многочисленные международные организации, включая Human Rights Watch, Amnesty International, Институт « Открытое общество» и Международная ассоциация юристов, сообщили о его аресте в публичном письме.   Также межправительственные учреждения, такие как Европейский Союз  Организация Объединенных Наций, выразили свою глубокую озабоченность по поводу задержания Расула Джафарова.
В апреле 2015 года его приговорили к шести с половиной годам лишения свободы.
В марте 2016 года Джафаров был среди 148 заключенных, помилованных президентом. 

## Награды
В октябре 2014 года Норвежский Хельсинкский комитет наградил Расула Джафарова - вместе с Лейлой Юнус, Анаром Мамедли и Интигамом Алиевым - Премией свободы имени Андрея Сахарова .   Он был также наноминирован на премию " Тюльпан прав человека" .  